# Ulf Lundin
Ulf Lundin, född 1965 i Alingsås, är en svensk fotograf.
Lundin utbildade sig till fotograf på Högskolan för Fotografi och Film i Göteborg, där han tog kandidatexamen 1993 och magisterexamen 1997. Han arbetar med fotografi, videokonst och installationer. 2015 tilldelades han Lennart af Petersens pris och 2017 Arbetets museums dokumentärfotografipris.
Lundin har haft många sepatatutställningar, bland annat på Galleri Magnus Karlsson i Stockholm (2008), Thessaloniki Center i Grekland (2000) och Photographer's Gallery i London (1998). Hans videokonst har bland annat visats på Lebanese American University i Libanon (2005), 291 Gallery i London (2003) och Museum of Modern Art i Ljubljana (1999).
2018 gav han ut fotoboken Monumentet (som även inkluderade en novell av Stefan Lindberg) om den hög med rivningsmassor från Klarakvarteren som på 1960-talet byggdes upp i Högdalen.